# Царство Боже

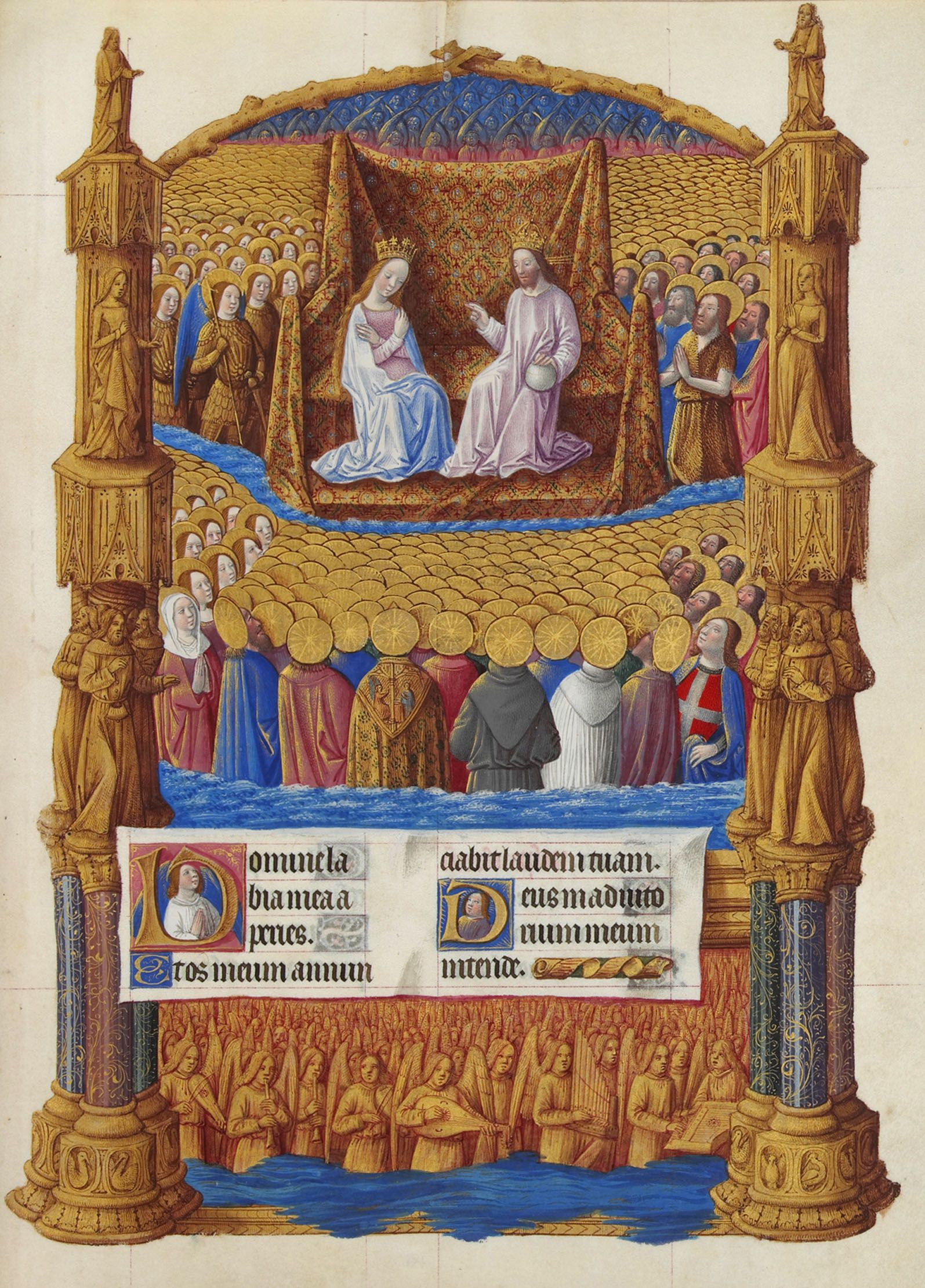
Фоліо: «Рай». Багато богословів (схоласти зокрема) розуміють небесне Царство Боже, як ментальний (розумовий і нематеріальний) стан вічного блаженства, також відомого як Боговидіння

Ца́рство Бо́же (грец. Βασιλεία τοῦ Θεοῦ, Basileia tou Theou) — одна з основних концепцій у християнстві, центральна тема проповіді Ісуса Христа в Євангелії. 

## Розуміння Божого Царства

### Юдаїзм (Царство Боже у Старому Заповіті)
Царство Боже часто згадується в Старому Заповіті (1 Хр. 29:10–29:12 та Дан. 2:44). Воно пов'язується з єврейським розумінням, що Бог втрутиться щоби відновити народ Ізраїля, і повернеться правити над ним.
Царство Боже чітко обіцялося патріарху і пророку Давидові, оскільки він був людиною «за Божим серцем» (1 Сам. 13:14), (Дії 13:22); і Бог уклав давидівський заповіт з царем Давидом, обіцяючи йому, що його нащадок «вічно сидітиме на Божому троні.» (1 Цар. 9:5). Християни і месіанські євреї віднесли цю обіцянку до Ісуса Христа, через його царський родовід, поданий в родовід від Матвія і Луки, розміщаючи Ісуса Христа, як вічного царя на троні Ізраїля.
Взагалі Царство Боже зображено після створення світу у другому розділі книги Буття, до гріхопадіння прабатьків людства.

### Християнство (Царство Боже у Новому Заповіті)
Згадки про Царство трапляються в Новому Завіті більш ніж 100 разів, майже завжди у формі притчі.  Згідно з богословським (зокрема схоластичним) тлумаченням концепції, Царство Боже є всередині (чи посеред) людей і досягається через розуміння як у дитини, духовне переродження та виконання волі Божої.
Свідки Єгови вчать що Царство Боже настало у 1914 році.
Боже Царство — це реальний уряд, встановлений Богом. У Біблії вислів «Боже царство» також називається «царством небесним», оскільки воно править з неба (Марка 1:14, 15; Матвія 4:17). Воно має чимало особливостей, характерних для людських урядів, але набагато перевершує їх у всьому.
Правителі. Бог призначив Ісуса Христа на Царя Божого Царства і дав йому більше влади, ніж будь-якому земному правителеві (Матвія 28:18). Ісус використовує цю владу лише на добро, бо він довів, що є надійним і співчутливим Керівником (Матвія 4:23; Марка 1:40, 41; 6:31–34; Луки 7:11–17). Під Божим керівництвом Ісус вибрав осіб з усіх народів, які разом з ним з неба «царюватимуть над землею» (Об’явлення 5:9, 10).
Довготривалість. На відміну від людських урядів, які приходять і відходять, Боже Царство «навіки не зруйнується» (Даниїла 2:44).
Піддані. Кожен, хто виконує Божі вимоги, може бути підданим Божого Царства незалежно від його походження або місця народження (Дії 10:34, 35).
Закони. Закони (або заповіді) Божого Царства заохочують не лише уникати поганої поведінки, але й сприяють високоморальності його підданих. Любов до Бога і ближнього спонукує підданих Царства робити добро заради інших.
Навчання. Тимчасом як Боже Царство встановлює високі норми для своїх підданих, воно також навчає їх дотримуватися цих норм (Ісаї 48:17, 18).
Мета. Боже Царство не збагачує його правителів за рахунок підданих. Натомість воно виконує Божу волю, в тому числі обіцянку про те, що ті, хто любить Бога, будуть жити вічно на райській землі (Ісаї 35:1, 5, 6; Матвія 6:10; Об’явлення 21:1–4).

### Мунізм
Царство Небесне у богослов’ї Церкви Об’єднання описується як розширена сім’я на чолі з Істинними Батьками, у якій усі люди пов’язані серцем із Богом і між собою як діти, брати/сестри й батьки. Воно починається не в якомусь віддаленому потойбіччі, а «прямо зараз» — із власної совісті, сім'ї й практики істинної любові (служити іншим раніше, ніж собі). Основою будівництва Царства є сімейна чотирьохпозиційна основа (Бог ↔ чоловік ↔ жінка ↔ діти), у якій виконано Три Благословення: 1) особисту досконалість, 2) шлюб на принципах Божої любові, 3) відповідальне господарювання над творінням. Без відновлених сімей, у яких подружжя створює простір справжньої любові й виховує дітей у пошані до Бога та всіх людей, небеса не набудуть субстанційної форми.
Шлях до Царства пролягає «через пекло» — тобто через перемогу над власною гріховною природою та впливом сатани. Метою віри є не просто увійти туди, а створити його. Це передбачає особисту жертву, соціальну відповідальність і готовність «утішити Боже Серце», яке шість тисяч років страждало через людський гріх. Велич тієї любові вимірюється здатністю ставитися до «чужих» як до рідних і перейматися горем окремої людини, немов усім суспільством. Коли така культура взаємного служіння стане нормою від сім’ї до всесвітнього рівня, «ворота Царства Небесного» — символ абсолютної радості, свободи й спільності сердець — відчиняться для всього людства. День заснування Чонільґук (Царства Божого на землі) в екзегезі Церкви Об’єднання припадає на 13-й день 1-го місяця 1-го року за «небесним календарем», що за григоріанським літочисленням відповідає 22 лютого 2013 р. Поява Царства Небесного на землі є передумовою його здійснення на небі — у духовному світі.